# Рударски одсек Рударско-геолошког факултета
Рударски одсек је један од одсека Рударско-геолошког факултета.

## Рударско инжењерство

### Површинска експлоатација лежишта минералних сировина
Модул Површинска експлоатација лежишта минералних сировина је једно од базичних усмерења на Рударском одсеку. Формиран почетком седамдесетих година прошлог века, у време када је површинска експлоатација минералних сировина у Србији започела свој интезивни развој, омогућио је да се школује више стотина рударских инжењера, код којих се приоритетно сублимира знање за све техничко-технолошке и организационе подухвате у површинској експлоатацији.
Данас нема већег рударског система у површинској експлоатацији у коме на руководећим местима и оперативним пословима, нема рударских инжењера смера за површинску експлоаацију. Посебно треба истаћи да је тај студијски програм, и поред бројних рударских и техничких факултета, једини у Србији који припрема комплетне стручњаке специјализоване за сложену технологију површинске експлоатације угља, метала и неметала. То је, истовремено, и велики простор за запошљавање, јер је површинска експлоатација преживела све фазе транзиције и има успешан развојни тренд, уз све проблеме који комплексно прате рударство у Србији. Како се развијала површинска експлоатација у Србији тако је и студијски профил мењао свој наставни план и програм. Тиме је обезбеђено да будући рударски инжењери добијају актуелна знања из технологије експлоатације, пројектовања, организације рада, менаџмента и посебно информатике.
Такав приступ је задржан и данас, где се кроз велики број обавезних и изборних предмета, обезбеђује високи степен познавања ове области, који омогућава рударском инжењеру, да одмах по дипломирању, обавља најсложеније задатке у великим рударским системима, али и да добијањем концесије, започне и самостално предузетничко бављење рударском технологијом. Модул Површинска експлоатација лежишта минералних сировина, омогућава будућим инжењерима: да буду креатори технолошког процеса у површинској експлоатацији свих минералних сировина; да самостално раде одговарајуће бизнис планове за отварање површинских копова по методологији пословних банака;да се баве предузетништвом путем концесија; да се баве пословима надзора у рударству и да успешно организују набавку и продају рударских машина у свим трговинским токовима. Све напред наведено говори да су за будуће инжењере овог студијског профила заинтересоване бројне области привредног, јавног и приватног сектора и да инжењери специјалисти за површинску експлоатацију имају широку могућност за запошљавање и успешно бављење својом професијом.

#### Подземна експлоатација лежишта минералних сировина
Подземна експлоатација лежишта минералних сировина представља један од најсложенијих производних процеса уопште. То је последица разноликости и променљивости услова експлоатације у времену и простору, при чему се мисли на: рударско-геолошке, тржишне, стратегијско-социјалне и друге аспекте. Бројна техничка достигнућа су проналазиле своје место у подземној експлоатацији, а поједине су из ње проистекла. За решавање сложених задатака везаних за планирање, пројектовање и изградњу рудника, као и вођење производног процес, данас се у великој мери користе идеје и методе вишекритеријумског одлучивања и оптимизације, где се за основне узимају економски, сигурносни и еколошки критеријуми. Наставни планови и програми усмерени су на изучавање: фундаменталних техничких наука, метода и технологија експлоатације лежишта, метода оптимизације, информационо-управљачких система, као и на низа других дисциплина и функција неопходних за формирање високо образованог рударског стручњака. Циљ студија је да се првенствено образују рударски стручњаци који ће моћи појединачно или тимски да решавају све задатке везане за ефикасну, економски оправдану и безбедну подземну експлоатацију лежишта минералних сировина и који ће бити прихваћени у домаћој и светској рударској пракси и науци. То све подразумева стицање неопходних знања за планирање, пројектовање, праћење, система у рударству али и шире, као и руковођење и управљање истим. Наставни програм је прилагођен и отворен у смислу проширивања знања и из других рударских дисциплина.

##### Подземна градња
Модул Подземна градња изучава комплекс дисциплина који се заснивају на најсавременијим достигнућима из области рударске науке и технике. Студенти се оспособљавају за решавање задатака везаних за израду јамских просторија, саобраћанјих, и комуналних објеката, као и објекара специјалне намене који се раде под земљом. У оквиру овог модула изчавају се следеће дисциплине: технологија израде подземних просторија, бушачко-минерски радови, подградне конструкције и подграђивање и подземна градња у урбаним срединама. Потребе за стручњацима овог профила су не само у рударству већ и у грађевинарству, путној привреди, специјализованим рударско-грађевинским организацијама, армији, пројектантским и научно-истраживачким установама и другим сродним областима. Подземна градња је данас нарочито актуелна када се зна да се обим подземних радова вишеструко повећава због све већих потреба за израдом јамских просторија, друмских и железничких тунела, метроа, подземних гаража, склоништа, комуналних подземних објеката, хидротехничких тунела, стратешких подземних објеката раличите намене и др. 